# Tour des Flandres espoirs 2015
La 20e édition du Tour des Flandres espoirs a eu lieu le 11 avril 2015. La course fait partie du calendrier UCI Europe Tour 2015 en catégorie 1.Ncup. C'est également la deuxième épreuve de la Coupe des Nations espoirs.
L'épreuve a été remportée en solitaire par l'Australien Alexander Edmondson (Équipe nationale d'Australie espoirs) devant l'Italien Gianni Moscon (Équipe nationale d'Italie espoirs), qui termine dans le même temps, et sept secondes sur le Norvégien Truls Engen Korsæth (Équipe nationale de Norvège espoirs).

## Présentation

### Parcours
Le départ fictif est donné à 12 h 30 d'Audenarde dans la rue Prins Leopoldstraat. Les coureurs se dirigent ensuite vers Bevere, Ooike, Wannegem-Lede, Kruishoutem, Nokere, Wortegem, Anzegem, Kaster, Kerkhove, Berchem, Ruien, où ils gravissent le mont de l'Enclus, une côte longue de 925 mètres et d'une déclivité moyenne de 6,8 % et maximale de 14,5 %. Ils traversent ensuite Orroir, Amougies, puis Russeignies, où ils gravissent la côte de Trieu, 1100 mètres d'une déclivité moyenne de 8 % et maximale de 13 %. Ils poursuivent ensuite à Quaremont, Renaix, Etikhove, et repassent par le territoire de Renaix où ils gravissent la troisième côte, le Muziekbos (nl), 600 mètres d'une déclivité moyenne de 6 % et maximale de 8 %. Entrant dans la province de Hainaut, ils traversent Ellezelles, puis Flobecq où ils gravissent la quatrième côte : le Pottelberg, 1 300 mètres pour une déclivité moyenne de 6,5 % et maximale de 7,5 %. Retournant en Flandre-Orientale, ils traversent Everbeek, Zarlardinge, Goeferdinge, Grammont où ils gravissent le Guilleminlaan (nl), la cinquième côte, sur 2 500 mètres.
Les coureurs, qui ont alors parcouru 70 kilomètres, remontent vers le nord et traversent Schendelbeke, Ophasselt, Steenhuize-Wijnhuize, Erwetegem, Audenhove-Sainte-Marie, Lierde-Saint-Martin, puis Nederbrakel où ils gravissent la sixième côte : le Valkenberg, 540 mètres, d'une déclivité moyenne de 8,1 % et maximale de 12,8 %. Ils poursuivent ensuite vers Elst, Michelbeke, Audenhove-Sainte-Marie (formant ainsi presque une boucle), où ils gravissent la septième côte : le Berendries, 940 mètres, d'une déclivité moyenne de 7 % et maximale de 12,3 %. Ils continuent ensuite vers Audenhove-Saint-Géry, Strijpen, Roborst, Boucle-Saint-Blaise, Hoorebeke-Sainte-Marie, Hoorebeke-Saint-Corneille, et repassent par Hoorebeke-Sainte-Marie, puis atteignent Mater, Ename, Audenarde (où ils franchissent la ligne d'arrivée et débutent le premier tour de circuit local), Bevere, Leupegem, puis Etikhove où ils gravissent la huitième côte, le Steenbeekdries, 700 mètres, d'une déclivité moyenne de 5,3 % et maximale de 6,7 %. Dans la foulée, ils gravissent la neuvième côte, le Taaienberg, 530 mètres, d'une déclivité moyenne de 6,6 % et maximale de 15,8 %. Après être entré dans Maarke-Kerkem, ils gravissent la dixième côte, l'Eikenberg, 1 200 mètres, d'une déclivité moyenne de 6,2 % et maximale de 10 %. Les coureurs poursuivent ensuite vers Mater, Ename, Audenaarde, où ils débutent le deuxième tour de circuit local. Ils se dirigent ensuite vers Bevere, Leupegem, Melden, où ils gravissent la onzième côte, le Koppenberg, 600 mètres, d'une déclivité moyenne de 11,6 % et maximale de 22 %. Ils poursuivent ensuite vers Etikhove où ils gravissent la douzième côte, le Steenbeekdries puis la treizième, le Taaienberg, après Maarke-Kerkem, ils gravissent la quatorzième et dernière côte, l'Eikenberg. Ils traversent à nouveau Mater puis Ename, avant de franchir la ligne d'arrivée, au bout de 176,6 kilomètres.
Quatorze monts sont donc au programme de cette édition, pour la plupart recouverts de pavés :
| Mont | Nom                | Km    | Revêtement | Longueur (m) | Pente moyenne | Pente maxi | Km de l'arrivée |
| ---- | ------------------ | ----- | ---------- | ------------ | ------------- | ---------- | --------------- |
| 1    | Mont de l'Enclus   | 27,3  | asphalte   | 925          | 6,8 %         | 14,5 %     | 149,3           |
| 2    | Côte de Trieu      | 34,7  | asphalte   | 1100         | 8 %           | 13 %       | 141,9           |
| 3    | Muziekbos (nl)     | 44,8  | asphalte   | 600          | 6,6 %         | 8 %        | 131,8           |
| 4    | Pottelberg         | 53,3  | asphalte   | 1300         | 6,5 %         | 7,5 %      | 123,3           |
| 5    | Guilleminlaan (nl) | 70,7  | asphalte   | 2600         | %             | %          | 105,9           |
| 6    | Valkenberg         | 93,1  | asphalte   | 540          | 8,1 %         | 12,8 %     | 83,5            |
| 7    | Berendries         | 100   | asphalte   | 940          | 7 %           | 12,3 %     | 76,6            |
| 8    | Steenbeekdries     | 131,9 | asphalte   | 700          | 5,3 %         | 6,7 %      | 44,7            |
| 9    | Taaienberg         | 134,2 | pavés      | 530          | 6,6 %         | 15,8 %     | 42,4            |
| 10   | Eikenberg          | 138,7 | pavés      | 1 200        | 6,2 %         | 10 %       | 37,9            |
| 11   | Koppenberg         | 155,3 | pavés      | 600          | 11,6 %        | 22 %       | 21,3            |
| 12   | Steenbeekdries     | 160,7 | asphalte   | 700          | 5,3 %         | 6,7 %      | 15,9            |
| 13   | Taaienberg         | 163   | pavés      | 530          | 6,6 %         | 15,8 %     | 13,6            |
| 14   | Eikenberg          | 167,5 | pavés      | 1 200        | 6,2 %         | 10 %       | 9,1             |

En plus des monts, il y a cinq secteurs pavés :
| Secteur | Nom              | Km    | Longueur (m) | Km de l'arrivée |
| ------- | ---------------- | ----- | ------------ | --------------- |
| 1       | Varentstraat     | 17,2  | 2 000        | 159,4           |
| 2       | Kattenberg (nl)  | 119,2 | 1 200        | 57,4            |
| 3       | Kattenberg (nl)  | 142,5 | 1 200        | 34,1            |
| 4       | Mariaborrestraat | 130,6 | 2 000        | 46              |
| 5       | Kattenberg (nl)  | 171,2 | 1 200        | 5,4             |

### Équipes
Classé en catégorie 1.Ncup de l'UCI Europe Tour, le Tour des Flandres espoirs est par conséquent ouvert aux équipes nationales et aux équipes mixtes.
Vingt-huit équipes nationales participent à ce Tour des Flandres espoirs :
| Équipes nationales                           | Équipes nationales | Équipes nationales |
| Nom de l'équipe                              | Pays               | Code               |
| -------------------------------------------- | ------------------ | ------------------ |
| Équipe nationale d'Allemagne espoirs         | Allemagne          | GER                |
| Équipe nationale d'Argentine espoirs         | Argentine          | ARG                |
| Équipe nationale d'Australie espoirs         | Australie          | AUS                |
| Équipe nationale d'Autriche espoirs          | Autriche           | AUT                |
| Équipe nationale de Belgique espoirs         | Belgique           | BEL                |
| Équipe nationale du Canada espoirs           | Canada             | CAN                |
| Équipe nationale du Danemark espoirs         | Danemark           | DEN                |
| Équipe nationale d'Espagne espoirs           | Espagne            | ESP                |
| Équipe nationale d'Estonie espoirs           | Estonie            | EST                |
| Équipe nationale des États-Unis espoirs      | États-Unis         | USA                |
| Équipe nationale de France espoirs           | France             | FRA                |
| Équipe nationale d'Irlande espoirs           | Irlande            | IRL                |
| Équipe nationale d'Italie espoirs            | Italie             | ITA                |
| Équipe nationale du Japon espoirs            | Japon              | JPN                |
| Équipe nationale du Kazakhstan espoirs       | Kazakhstan         | KAZ                |
| Équipe nationale de Lettonie espoirs         | Lettonie           | LAT                |
| Équipe nationale du Luxembourg espoirs       | Luxembourg         | LUX                |
| Équipe nationale de Norvège espoirs          | Norvège            | NOR                |
| Équipe nationale de Nouvelle-Zélande espoirs | Nouvelle-Zélande   | NZL                |
| Équipe nationale des Pays-Bas espoirs        | Pays-Bas           | NED                |
| Équipe nationale de Pologne espoirs          | Pologne            | POL                |
| Équipe nationale du Portugal espoirs         | Portugal           | POR                |
| Équipe nationale du Royaume-Uni espoirs      | Royaume-Uni        | GBR                |
| Équipe nationale de Russie espoirs           | Russie             | RUS                |
| Équipe nationale de Slovaquie espoirs        | Slovaquie          | SVK                |
| Équipe nationale de Slovénie espoirs         | Slovénie           | SLO                |
| Équipe nationale de Suède espoirs            | Suède              | SWE                |
| Équipe nationale de Suisse espoirs           | Suisse             | SUI                |

### Règlement de la course

#### Primes
Les vingt prix sont attribués suivant le barème de l'UCI,.
| Position | 1er     | 2e      | 3e    | 4e    | 5e    | 6e    | 7e    | 8e    | 9e    | 10e à 20e |
| Prix     | 2 425 € | 1 210 € | 607 € | 305 € | 240 € | 180 € | 180 € | 118 € | 118 € | 57 €      |

## Classements

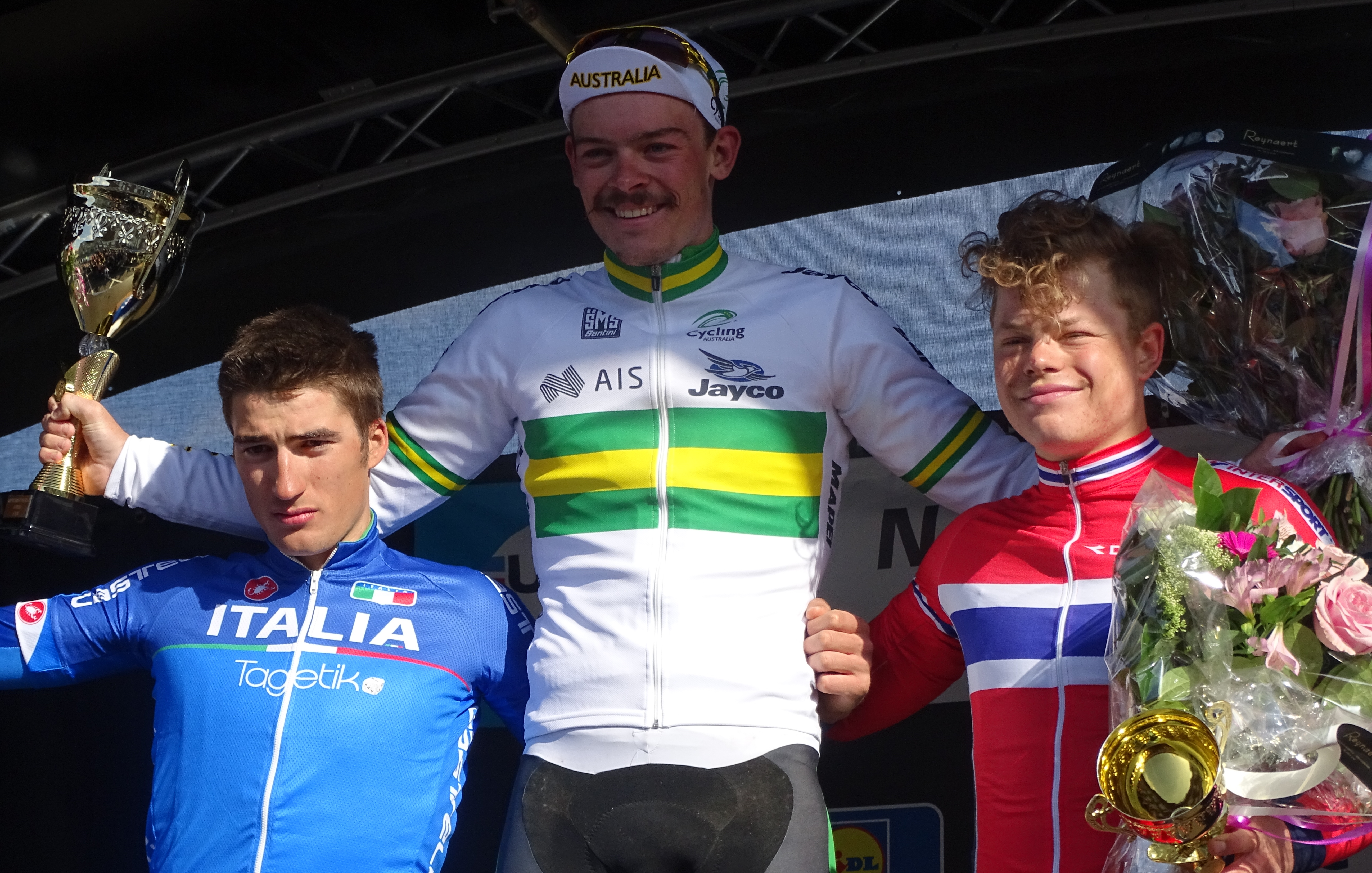
Gianni Moscon (2e), Alexander Edmondson (1er) et Truls Engen Korsæth (3e).

### Classement final
La 20e édition du Tour des Flandres espoirs est remportée par l'Australien Alexander Edmondson (Équipe nationale d'Australie espoirs) qui a parcouru les 176,7 kilomètres en 4 h 29 min 4 s, soit à une vitesse moyenne de 39,247 km/h. Il est suivi dans le même temps par l'Italien Gianni Moscon (Équipe nationale d'Italie espoirs) et à sept secondes par le Norvégien Truls Engen Korsæth (Équipe nationale de Norvège espoirs). Sur les 172 coureurs qui ont pris le départ, 96 finissent la course.
| Classement final | Classement final    | Classement final | Classement final                        | Classement final  |
|                  | Coureur             | Pays             | Équipe                                  | Temps             |
| ---------------- | ------------------- | ---------------- | --------------------------------------- | ----------------- |
| 1er              | Alexander Edmondson | Australie        | Équipe nationale d'Australie espoirs    | en 4 h 29 min 4 s |
| 2e               | Gianni Moscon       | Italie           | Équipe nationale d'Italie espoirs       | + 0 s             |
| 3e               | Truls Engen Korsæth | Norvège          | Équipe nationale de Norvège espoirs     | + 7 s             |
| 4e               | Nans Peters         | France           | Équipe nationale de France espoirs      | + 54 s            |
| 5e               | Franck Bonnamour    | France           | Équipe nationale de France espoirs      | + 54 s            |
| 6e               | Mihkel Räim         | Estonie          | Équipe nationale d'Estonie espoirs      | + 1 min 23 s      |
| 7e               | Anders Skaarseth    | Norvège          | Équipe nationale de Norvège espoirs     | + 1 min 23 s      |
| 8e               | Fabien Grellier     | France           | Équipe nationale de France espoirs      | + 1 min 37 s      |
| 9e               | Mads Pedersen       | Danemark         | Équipe nationale du Danemark espoirs    | + 1 min 39 s      |
| 10e              | Owain Doull         | Royaume-Uni      | Équipe nationale du Royaume-Uni espoirs | + 1 min 39 s      |
| modifier         |                     |                  |                                         |                   |

### Classement de l'UCI Coupe des Nations U23 2015
| Top dix de la Coupe des Nations espoirs à l'issue de la 2e manche | Top dix de la Coupe des Nations espoirs à l'issue de la 2e manche | Top dix de la Coupe des Nations espoirs à l'issue de la 2e manche | Top dix de la Coupe des Nations espoirs à l'issue de la 2e manche | Top dix de la Coupe des Nations espoirs à l'issue de la 2e manche |
| ----------------------------------------------------------------- | ----------------------------------------------------------------- | ----------------------------------------------------------------- | ----------------------------------------------------------------- | ----------------------------------------------------------------- |
|                                                                   | Coureur                                                           | Pays                                                              | Équipe                                                            | Point(s)                                                          |
| modifier                                                          |                                                                   |                                                                   |                                                                   |                                                                   |

### UCI Europe Tour
Ce Tour des Flandres espoirs attribue des points pour l'UCI Europe Tour 2015, par équipes seulement aux coureurs des équipes continentales professionnelles et continentales, individuellement à tous les coureurs sauf ceux faisant partie d'une équipe ayant un label WorldTeam.
| Position,          | 1er | 2e | 3e | 4e | 5e | 6e | 7e | 8e |
| Classement général | 40  | 30 | 16 | 12 | 10 | 8  | 6  | 3  |

## Liste des participants
- Liste de départ complète

| Légende | Légende                                                                    | Légende | Légende                                                    |
| ------- | -------------------------------------------------------------------------- | ------- | ---------------------------------------------------------- |
| Num     | Dossard de départ porté par le coureur sur ce Tour des Flandres espoirs    | Pos     | Position à l'arrivée de la course                          |
|         | Indique un maillot de champion national ou mondial, suivi de sa spécialité | NP      | Indique un coureur qui n'a pas pris le départ de la course |
| AB      | Indique un coureur qui n'a pas terminé la course                           | HD      | Indique un coureur qui a terminé la course hors des délais |

| Équipe nationale des Pays-Bas espoirs NED | Équipe nationale des Pays-Bas espoirs NED | Équipe nationale des Pays-Bas espoirs NED |
| ----------------------------------------- | ----------------------------------------- | ----------------------------------------- |
| Num                                       | Coureur                                   | Pos                                       |
| 1                                         | Cees Bol (NED)                            | 37e                                       |
| 2                                         | Piotr Havik (NED)                         | 43e                                       |
| 3                                         | Merijn Korevaar (NED)                     | 22e                                       |
| 4                                         | Tim Kerkhof (NED)                         | 24e                                       |
| 5                                         | Martijn Tusveld (NED)                     | 32e                                       |
| 6                                         | Twan Brusselman (NED)                     | 13e                                       |
| Directeur sportif : Arthur van Dongen     |                                           |                                           |

| Équipe nationale de Belgique espoirs BEL | Équipe nationale de Belgique espoirs BEL | Équipe nationale de Belgique espoirs BEL |
| ---------------------------------------- | ---------------------------------------- | ---------------------------------------- |
| Num                                      | Coureur                                  | Pos                                      |
| 11                                       | Benjamin Declercq (BEL)                  | AB                                       |
| 12                                       | Maxime Farazijn (BEL)                    | AB                                       |
| 13                                       | Loïc Vliegen (BEL)                       | AB                                       |
| 14                                       | Ruben Pols (BEL)                         | 63e                                      |
| 15                                       | Daan Myngheer (BEL)                      | 15e                                      |
| 16                                       | Nathan Van Hooydonck (BEL)               | AB                                       |
| Directeur sportif : Jean-Pierre Dubois   |                                          |                                          |

| Équipe nationale du Danemark espoirs DEN | Équipe nationale du Danemark espoirs DEN | Équipe nationale du Danemark espoirs DEN |
| ---------------------------------------- | ---------------------------------------- | ---------------------------------------- |
| Num                                      | Coureur                                  | Pos                                      |
| 21                                       | Michael Carbel Svendgaard (DEN)          | 80e                                      |
| 22                                       | Mads Pedersen (DEN)                      | 9e                                       |
| 23                                       | Jonas Gregaard (DEN)                     | 82e                                      |
| 24                                       | Mads Würtz Schmidt (DEN)                 | 21e                                      |
| 25                                       | Nicolai Brøchner (DEN)                   | AB                                       |
| 26                                       | Magnus Bak Klaris (DEN)                  | 83e                                      |
| Directeur sportif : Morten Bennekou      |                                          |                                          |

| Équipe nationale d'Italie espoirs ITA | Équipe nationale d'Italie espoirs ITA | Équipe nationale d'Italie espoirs ITA |
| ------------------------------------- | ------------------------------------- | ------------------------------------- |
| Num                                   | Coureur                               | Pos                                   |
| 31                                    | Davide Ballerini (ITA)                | 69e                                   |
| 32                                    | Simone Consonni (ITA)                 | AB                                    |
| 33                                    | Riccardo Donato (ITA)                 | 38e                                   |
| 34                                    | Davide Martinelli (ITA)               | 11e                                   |
| 35                                    | Gianni Moscon (ITA)                   | 2e                                    |
| 36                                    | Francesco Rosa (ITA)                  | 39e                                   |
| Directeur sportif : Marino Amadori    |                                       |                                       |

| Équipe nationale de France espoirs FRA   | Équipe nationale de France espoirs FRA | Équipe nationale de France espoirs FRA |
| ---------------------------------------- | -------------------------------------- | -------------------------------------- |
| Num                                      | Coureur                                | Pos                                    |
| 41                                       | Franck Bonnamour (FRA)                 | 5e                                     |
| 42                                       | Rémi Cavagna (FRA)                     | 47e                                    |
| 43                                       | Marc Fournier (FRA)                    | AB                                     |
| 44                                       | Fabien Grellier (FRA)                  | 8e                                     |
| 45                                       | Dylan Kowalski (FRA)                   | 95e                                    |
| 46                                       | Nans Peters (FRA)                      | 4e                                     |
| Directeur sportif : Pierre-Yves Chatelon |                                        |                                        |

| Équipe nationale d'Allemagne espoirs GER | Équipe nationale d'Allemagne espoirs GER | Équipe nationale d'Allemagne espoirs GER |
| ---------------------------------------- | ---------------------------------------- | ---------------------------------------- |
| Num                                      | Coureur                                  | Pos                                      |
| 51                                       | Jan Brockhoff (GER)                      | AB                                       |
| 52                                       | Jan Dieteren (GER)                       | 14e                                      |
| 53                                       | Jonas Koch (GER)                         | AB                                       |
| 54                                       | Marco Mathis (GER)                       | AB                                       |
| 55                                       | Nils Politt (GER)                        | 26e                                      |
| 56                                       | Pascal Ackermann (GER)                   | 70e                                      |
| Directeur sportif : Ralf Grabsch         |                                          |                                          |

| Équipe nationale de Norvège espoirs NOR | Équipe nationale de Norvège espoirs NOR | Équipe nationale de Norvège espoirs NOR |
| --------------------------------------- | --------------------------------------- | --------------------------------------- |
| Num                                     | Coureur                                 | Pos                                     |
| 61                                      | Daniel Hoelgaard (NOR)                  | 12e                                     |
| 62                                      | Amund Grøndahl Jansen (NOR)             | 19e                                     |
| 63                                      | Fridtjof Røinås (NOR)                   | AB                                      |
| 64                                      | Tormod Hausken Jacobsen (NOR)           | 49e                                     |
| 65                                      | Anders Skaarseth (NOR)                  | 7e                                      |
| 66                                      | Truls Engen Korsæth (NOR)               | 3e                                      |
| Directeur sportif : Stig Kristiansen    |                                         |                                         |

| Équipe nationale du Royaume-Uni espoirs GBR | Équipe nationale du Royaume-Uni espoirs GBR | Équipe nationale du Royaume-Uni espoirs GBR |
| ------------------------------------------- | ------------------------------------------- | ------------------------------------------- |
| Num                                         | Coureur                                     | Pos                                         |
| 71                                          | Owain Doull (GBR)                           | 10e                                         |
| 72                                          | Jonathan Dibben (GBR)                       | 53e                                         |
| 73                                          | Gabriel Cullaigh (GBR)                      | AB                                          |
| 74                                          | Scott Davies (GBR)                          | AB                                          |
| 75                                          | Christopher Lawless (GBR)                   | AB                                          |
| 76                                          | Christopher Latham (GBR)                    | 67e                                         |
| Directeur sportif : Keith Lambert           |                                             |                                             |

| Équipe nationale de Russie espoirs RUS | Équipe nationale de Russie espoirs RUS | Équipe nationale de Russie espoirs RUS |
| -------------------------------------- | -------------------------------------- | -------------------------------------- |
| Num                                    | Coureur                                | Pos                                    |
| 81                                     | Mamyr Stash (RUS)                      | AB                                     |
| 82                                     | Artem Nych (RUS)                       | 64e                                    |
| 83                                     | Ruslan Giliazov (RUS)                  | 51e                                    |
| 84                                     | Roman Kustadinchev (RUS)               | AB                                     |
| 85                                     | Stepan Kurianov (RUS)                  | AB                                     |
| 86                                     | Igor Kuznetsov (RUS)                   | AB                                     |
| Directeur sportif : Irakli Abramyan    |                                        |                                        |

| Équipe nationale d'Autriche espoirs AUT | Équipe nationale d'Autriche espoirs AUT | Équipe nationale d'Autriche espoirs AUT |
| --------------------------------------- | --------------------------------------- | --------------------------------------- |
| Num                                     | Coureur                                 | Pos                                     |
| 91                                      | Daniel Biedermann (AUT)                 | 18e                                     |
| 92                                      | Andreas Walzel (AUT)                    | 77e                                     |
| 93                                      | Felix Großschartner (AUT)               | 27e                                     |
| 94                                      | Gregor Mühlberger (AUT)                 | AB                                      |
| 95                                      | Sebastian Schönberger (AUT)             | AB                                      |
| 96                                      | Alexander Wachter (AUT)                 | 33e                                     |
| Directeur sportif : Franz Hartl         |                                         |                                         |

| Équipe nationale de Suisse espoirs SUI | Équipe nationale de Suisse espoirs SUI | Équipe nationale de Suisse espoirs SUI |
| -------------------------------------- | -------------------------------------- | -------------------------------------- |
| Num                                    | Coureur                                | Pos                                    |
| 101                                    | Théry Schir (SUI)                      | 28e                                    |
| 102                                    | Lukas Spengler (SUI)                   | 36e                                    |
| 103                                    | Tom Bohli (SUI)                        | 42e                                    |
| 104                                    | Dylan Page (SUI)                       | 41e                                    |
| 105                                    | Fabian Lienhard (SUI)                  | 34e                                    |
| 106                                    | Maxime Froidevaux (SUI)                | AB                                     |
| Directeur sportif : Danilo Hondo       |                                        |                                        |

| Équipe nationale de Pologne espoirs POL | Équipe nationale de Pologne espoirs POL | Équipe nationale de Pologne espoirs POL |
| --------------------------------------- | --------------------------------------- | --------------------------------------- |
| Num                                     | Coureur                                 | Pos                                     |
| 111                                     | Arkadiusz Owsian (POL)                  | AB                                      |
| 112                                     | Michał Paluta (POL)                     | 17e                                     |
| 113                                     | Przemysław Kasperkiewicz (POL)          | 31e                                     |
| 114                                     | Patryk Stosz (POL)                      | 55e                                     |
| 115                                     | Piotr Konwa (POL)                       | AB                                      |
| 116                                     | Mateusz Kazimierczak (POL)              | AB                                      |
| Directeur sportif : Marek Leśniewski    |                                         |                                         |

| Équipe nationale de Slovénie espoirs SLO | Équipe nationale de Slovénie espoirs SLO | Équipe nationale de Slovénie espoirs SLO |
| ---------------------------------------- | ---------------------------------------- | ---------------------------------------- |
| Num                                      | Coureur                                  | Pos                                      |
| 121                                      | Marko Pavlic (SLO)                       | 44e                                      |
| 122                                      | Martin Otoničar (SLO)                    | 60e                                      |
| 123                                      | Rok Korošec (SLO)                        | 23e                                      |
| 124                                      | Domen Novak (SLO)                        | AB                                       |
| 125                                      | Gašper Katrašnik (SLO)                   | 40e                                      |
| 126                                      | David Per (SLO)                          | 61e                                      |
| Directeur sportif : Martin Hvastija      |                                          |                                          |

| Équipe nationale du Portugal espoirs POR | Équipe nationale du Portugal espoirs POR | Équipe nationale du Portugal espoirs POR |
| ---------------------------------------- | ---------------------------------------- | ---------------------------------------- |
| Num                                      | Coureur                                  | Pos                                      |
| 131                                      | Ruben Guerreiro (POR)                    | AB                                       |
| 132                                      | João Rodrigues (POR)                     | AB                                       |
| 133                                      | Luís Gomes (POR)                         | 52e                                      |
| 134                                      | Rui Carvalho (POR)                       | AB                                       |
| 135                                      | Rui Oliveira (POR)                       | AB                                       |
| 136                                      | César Martingil (POR)                    | 92e                                      |
| Directeur sportif : José Poeira          |                                          |                                          |

| Équipe nationale de Slovaquie espoirs SVK | Équipe nationale de Slovaquie espoirs SVK | Équipe nationale de Slovaquie espoirs SVK |
| ----------------------------------------- | ----------------------------------------- | ----------------------------------------- |
| Num                                       | Coureur                                   | Pos                                       |
| 141                                       | Ľuboš Malovec (SVK)                       | 46e                                       |
| 142                                       | Juraj Lajcha (SVK)                        | AB                                        |
| 143                                       | Erik Baška (SVK)                          | 48e                                       |
| 144                                       | Róbert Málik (SVK)                        | AB                                        |
| 145                                       | Juraj Bellan (SVK)                        | 68e                                       |
| 146                                       | Milan Holomek (SVK)                       | AB                                        |
| Directeur sportif : Martin Riška          |                                           |                                           |

| Équipe nationale d'Irlande espoirs IRL | Équipe nationale d'Irlande espoirs IRL | Équipe nationale d'Irlande espoirs IRL |
| -------------------------------------- | -------------------------------------- | -------------------------------------- |
| Num                                    | Coureur                                | Pos                                    |
| 151                                    | Ryan Mullen (IRL)                      | AB                                     |
| 152                                    | Cormac Clarke (IRL)                    | AB                                     |
| 153                                    | Jack Wilson (IRL)                      | 86e                                    |
| 154                                    | Eoin McCarthy (IRL)                    | AB                                     |
| 155                                    | Thomas Fallon (IRL)                    | AB                                     |
| 156                                    | David Montgomery (IRL)                 | 45e                                    |
| Directeur sportif : Kurt Bogaerts      |                                        |                                        |

| Équipe nationale de Lettonie espoirs LAT | Équipe nationale de Lettonie espoirs LAT | Équipe nationale de Lettonie espoirs LAT |
| ---------------------------------------- | ---------------------------------------- | ---------------------------------------- |
| Num                                      | Coureur                                  | Pos                                      |
| 161                                      | Krists Neilands (LAT)                    | 16e                                      |
| 162                                      | Arturs Belevics (LAT)                    | AB                                       |
| 163                                      | Deins Kaņepējs (LAT)                     | 73e                                      |
| 164                                      | Valters Čakšs (LAT)                      | NP                                       |
| 165                                      | Aleksandrs Rubļevskis (LAT)              | AB                                       |
| 166                                      | Mārtiņš Savickis (LAT)                   | AB                                       |
| Directeur sportif : Toms Flaksis         |                                          |                                          |

| Équipe nationale d'Espagne espoirs ESP | Équipe nationale d'Espagne espoirs ESP | Équipe nationale d'Espagne espoirs ESP |
| -------------------------------------- | -------------------------------------- | -------------------------------------- |
| Num                                    | Coureur                                | Pos                                    |
| 171                                    | Mikel Aristi (ESP)                     | 90e                                    |
| 172                                    | Miguel Ángel Benito (ESP)              | 91e                                    |
| 173                                    | Álvaro Cuadros (ESP)                   | 57e                                    |
| 174                                    | Iván García (ESP)                      | AB                                     |
| 175                                    | Xabier San Sebastián (ESP)             | 59e                                    |
| 176                                    | Héctor Sáez (ESP)                      | 89e                                    |
| Directeur sportif : Pascual Momparler  |                                        |                                        |

| Équipe nationale de Suède espoirs SWE | Équipe nationale de Suède espoirs SWE | Équipe nationale de Suède espoirs SWE |
| ------------------------------------- | ------------------------------------- | ------------------------------------- |
| Num                                   | Coureur                               | Pos                                   |
| 181                                   | Marcus Fåglum (SWE)                   | 50e                                   |
| 182                                   | Gustav Höög (SWE)                     | 56e                                   |
| 183                                   | Hampus Anderberg (SWE)                | AB                                    |
| 184                                   | Pontus Kastemyr (SWE)                 | 54e                                   |
| 185                                   | Ludvig Bengtsson (SWE)                | AB                                    |
| 186                                   | Lucas Eriksson (SWE)                  | 25e                                   |
| Directeur sportif : Martin Vestby     |                                       |                                       |

| Équipe nationale d'Estonie espoirs EST | Équipe nationale d'Estonie espoirs EST | Équipe nationale d'Estonie espoirs EST |
| -------------------------------------- | -------------------------------------- | -------------------------------------- |
| Num                                    | Coureur                                | Pos                                    |
| 191                                    | Josten Vaidem (EST)                    | AB                                     |
| 192                                    | Mihkel Räim (EST)                      | 6e                                     |
| 193                                    | Martin Laas (EST)                      | 79e                                    |
| 194                                    | Oskar Nisu (EST)                       | AB                                     |
| 195                                    | Timmo Jeret (EST)                      | 72e                                    |
| 196                                    | Aksel Nõmmela (EST)                    | 76e                                    |
| Directeur sportif : Rene Mandri        |                                        |                                        |

| Équipe nationale du Luxembourg espoirs LUX | Équipe nationale du Luxembourg espoirs LUX | Équipe nationale du Luxembourg espoirs LUX |
| ------------------------------------------ | ------------------------------------------ | ------------------------------------------ |
| Num                                        | Coureur                                    | Pos                                        |
| 201                                        | Massimo Morabito (LUX)                     | 78e                                        |
| 202                                        | Luc Turchi (LUX)                           | NP                                         |
| 203                                        | Tom Wirtgen (LUX)                          | 35e                                        |
| 204                                        | Sven Fritsch (LUX)                         | AB                                         |
| 205                                        | Max Englaro (LUX)                          | AB                                         |
| 206                                        | Ivan Centrone (LUX)                        | AB                                         |
| Directeur sportif : Bernhard Baldinger     |                                            |                                            |

| Équipe nationale d'Australie espoirs AUS | Équipe nationale d'Australie espoirs AUS | Équipe nationale d'Australie espoirs AUS |
| ---------------------------------------- | ---------------------------------------- | ---------------------------------------- |
| Num                                      | Coureur                                  | Pos                                      |
| 211                                      | Alexander Edmondson (AUS)                | 1er                                      |
| 212                                      | Harry Carpenter (AUS)                    | 75e                                      |
| 213                                      | Alexander Clements (AUS)                 | 29e                                      |
| 214                                      | Robert-Jon McCarthy (AUS)                | 84e                                      |
| 215                                      | Miles Scotson (AUS)                      | AB                                       |
| 216                                      | Oscar Stevenson (AUS)                    | AB                                       |
| Directeur sportif : James Victor         |                                          |                                          |

| Équipe nationale de Nouvelle-Zélande espoirs NZL | Équipe nationale de Nouvelle-Zélande espoirs NZL | Équipe nationale de Nouvelle-Zélande espoirs NZL |
| ------------------------------------------------ | ------------------------------------------------ | ------------------------------------------------ |
| Num                                              | Coureur                                          | Pos                                              |
| 221                                              | Nick Bain (NZL)                                  | 93e                                              |
| 222                                              | Joshua Haggerty (NZL)                            | AB                                               |
| 223                                              | Hayden McCormick (NZL)                           | 87e                                              |
| 224                                              | James Judd (NZL)                                 | AB                                               |
| 225                                              | Hamish Schreurs (NZL)                            | NP                                               |
| 226                                              | Matthew Zenovich (NZL)                           | 74e                                              |
| Directeur sportif : Dirk Van Hove                |                                                  |                                                  |

| Équipe nationale des États-Unis espoirs USA | Équipe nationale des États-Unis espoirs USA | Équipe nationale des États-Unis espoirs USA |
| ------------------------------------------- | ------------------------------------------- | ------------------------------------------- |
| Num                                         | Coureur                                     | Pos                                         |
| 231                                         | Geoffrey Curran (USA)                       | 66e                                         |
| 232                                         | Justin Oien (USA)                           | 30e                                         |
| 233                                         | Daniel Eaton (USA)                          | 20e                                         |
| 234                                         | Logan Owen (USA)                            | 58e                                         |
| 235                                         | Miguel Bryon (USA)                          | 85e                                         |
| 236                                         | Benjamin Wolfe (USA)                        | AB                                          |
| Directeur sportif : Michael Sayers          |                                             |                                             |

| Équipe nationale du Canada espoirs CAN | Équipe nationale du Canada espoirs CAN | Équipe nationale du Canada espoirs CAN |
| -------------------------------------- | -------------------------------------- | -------------------------------------- |
| Num                                    | Coureur                                | Pos                                    |
| 241                                    | Sean Mackinnon (CAN)                   | 65e                                    |
| 242                                    | Edward Walsh (CAN)                     | AB                                     |
| 243                                    | William Elliott (CAN)                  | AB                                     |
| 244                                    | Adam Jamieson (CAN)                    | 81e                                    |
| 245                                    | Alexander Cowan (CAN)                  | AB                                     |
| 246                                    | Benjamin Perry (CAN)                   | 62e                                    |
| Directeur sportif : Luc Arseneau       |                                        |                                        |

| Équipe nationale du Kazakhstan espoirs KAZ | Équipe nationale du Kazakhstan espoirs KAZ | Équipe nationale du Kazakhstan espoirs KAZ |
| ------------------------------------------ | ------------------------------------------ | ------------------------------------------ |
| Num                                        | Coureur                                    | Pos                                        |
| 251                                        | Tilegen Maidos (KAZ)                       | 96e                                        |
| 252                                        | Grigoriy Shtein (KAZ)                      | AB                                         |
| 253                                        | Roman Semyonov (KAZ)                       | AB                                         |
| 254                                        | Yuriy Natarov (KAZ)                        | AB                                         |
| 255                                        | Anton Kuzmin (KAZ)                         | 94e                                        |
| 256                                        | Sergey Shemyakin (KAZ)                     | AB                                         |
| Directeur sportif : Kairat Baigudinov      |                                            |                                            |

| Équipe nationale du Japon espoirs JPN | Équipe nationale du Japon espoirs JPN | Équipe nationale du Japon espoirs JPN |
| ------------------------------------- | ------------------------------------- | ------------------------------------- |
| Num                                   | Coureur                               | Pos                                   |
| 261                                   | Yūma Koishi (JPN)                     | 88e                                   |
| 262                                   | Toshiki Omote (JPN)                   | AB                                    |
| 263                                   | Suguru Tokuda (JPN)                   | AB                                    |
| 264                                   | Ohko Shimizu (JPN)                    | AB                                    |
| 265                                   | Yuri Kobashi (JPN)                    | AB                                    |
| 266                                   | Kota Yokoyama (JPN)                   | AB                                    |
| Directeur sportif : Akira Asada       |                                       |                                       |

| Équipe nationale d'Argentine espoirs ARG | Équipe nationale d'Argentine espoirs ARG | Équipe nationale d'Argentine espoirs ARG |
| ---------------------------------------- | ---------------------------------------- | ---------------------------------------- |
| Num                                      | Coureur                                  | Pos                                      |
| 271                                      | Facundo Crisafulli (ARG)                 | AB                                       |
| 272                                      | Juan Ignacio Curuchet (ARG)              | 71e                                      |
| 273                                      | Gastón Javier (ARG)                      | NP                                       |
| 274                                      | Nicolas Oscar Navarro (ARG)              | NP                                       |
| 275                                      | Federico Vivas (ARG)                     | AB                                       |
| 276                                      | Lucas Gaday (ARG)                        | AB                                       |
| Directeur sportif : Mirko Rossato        |                                          |                                          |